# Simón Trinidad
Juvenal Ovidio Ricardo Palmera Pineda (30 juillet 1950, Valledupar) connu sous le nom de Simón Trinidad est un économiste, homme politique colombien, membre de l'Union patriotique puis des Forces armées révolutionnaires de Colombie.